# Comandos Populares
Comandos Populares fue un partido político chileno. Esta colectividad se fundó en dos oportunidades y en ambas dejó de existir al no haber obtenido representación parlamentaria en las elecciones que le correspondió participar.

## Historia
En 1958 se organizó bajo la presidencia de Ramón Álvarez Goldsack para apoyar la candidatura presidencial de Jorge Alessandri Rodríguez; realizaron su proclamación oficial el 5 de junio de 1958. Sus postulados eran de orientación derechista y, como tal, integró la combinación llamada Frente Democrático de Chile. El 14 de octubre de 1959 solicitaron su constitución legal ante la Dirección del Registro Electoral, presentando 4236 firmas; en aquel entonces el presidente del partido era Alberto Serrano Ortiz, y Luis Heredia Menares su secretario.
Reapareció en 1963 en apoyo a la candidatura presidencial de Julio Durán Neumann, a quien le entregaron su apoyo el 31 de mayo. El 30 de julio de dicho año la Dirección del Registro Electoral reconoció legalmente la existencia del partido, que en aquel entonces estaba presidido por Octavio Soto Opazo, además de Luis Heredia Menares como vicepresidente, Gastón Osorio Zúñiga como secretario general, y Mariano Soto Avaria como tesorero.
Volvió a extinguirse el 31 de mayo de 1965 sin representación parlamentaria y algunos de sus militantes y simpatizantes —incluido su fundador— se trasladaron al partido Acción Nacional para al año siguiente integrarse en el Partido Nacional.

## Historial electoral

### Elecciones parlamentarias
|  | 0,01 % |

|  | 0,14 % |

### Elecciones municipales
| Elección | Votos  | % de votos      | Regidores |
| -------- | ------ | --------------- | --------- |
| 1960     | 5819   | \| \| 0,50 % \| | 1/1558    |
|          | 0,50 % |                 |           |